# Гексахлорородат(III) аммония
Гексахлорородат(III) аммония — неорганическое соединение, 
комплексный хлорид родия и аммиака
с формулой (NH4)3[RhCl6],
красные кристаллы,
растворимые в воде,
образует кристаллогидрат.

## Получение
- Упаривание растворов хлорида родия (III) и избытка хлорида аммония:

{\displaystyle {\mathsf {RhCl_{3}+3NH_{4}Cl\ {\xrightarrow {}}\ (NH_{4})_{3}[RhCl_{6}]}}}

## Физические свойства
Гексахлорородат(III) аммония образует красные кристаллы.
Растворяется в воде.
Образует кристаллогидраты состава (NH4)3[RhCl6]•n H2O, где n = 1 и 12 — тёмно-красные кристаллы.

## Химические свойства
- В разбавленных водных растворах подвергается частичному гидролизу:

{\displaystyle {\mathsf {(NH_{4})_{3}[RhCl_{6}]+H_{2}O\ {\xrightarrow {}}\ (NH_{4})_{2}[RhCl_{5}(H_{2}O)]\downarrow +NH_{4}Cl}}}